# ريان باريت
ريان باريت (بالإنجليزية: Ryan Barrett)‏ مواليد 27 ديسمبر 1982 في لندن، إنجلترا، هو ملاكم إنجليزي يصنف ضمن فئة وزن الوسط. لعب ضد حامل الفضية في الألعاب الأولمبية الصيفية 2004 أمير خان وخسر أمامه بالضربة الفنية القاضية.

## إحصائيات
خاض خلال مسيرته 44 نزالا، فاز في 30 وتعادل في 3 وخسر في 11. فاز بالضربة القاضية في 6 نزالا.

## روابط خارجية
- ريان باريت على موقع بوكس ريك (الإنجليزية) (registration required)